# Liste der Universitäten in North Carolina
Liste von Universitäten und Colleges im US-Bundesstaat North Carolina:

## Staatliche Hochschulen
- University of North Carolina
  - Appalachian State University
  - East Carolina University
  - Elizabeth City State University
  - Fayetteville State University
  - North Carolina Agricultural and Technical State University
  - North Carolina Central University
  - North Carolina School of the Arts
  - North Carolina State University
  - University of North Carolina at Asheville
  - University of North Carolina at Chapel Hill
  - University of North Carolina at Charlotte
  - University of North Carolina at Greensboro
  - University of North Carolina at Pembroke
  - University of North Carolina at Wilmington
  - Western Carolina University
  - Winston-Salem State University

## Private Hochschulen
- Barber-Scotia College
- Barton College
- Belmont Abbey College
- Bennett College
- Brevard College
- Campbell University
- Catawba College
- Chowan University
- Davidson College
- Duke University
- Elon University
- Gardner-Webb University
- Greensboro College
- Guilford College
- High Point University
- Johnson C. Smith University
- Lees-McRae College
- Lenoir-Rhyne University
- Livingstone College
- Mars Hill College
- Meredith College
- Methodist College
- Montreat College
- Mount Olive College
- North Carolina Wesleyan College
- Peace College
- Pfeiffer University
- Piedmont Baptist College
- Queens University of Charlotte
- Roanoke Bible College
- St. Andrews Presbyterian College
- St. Augustine’s College
- Salem College
- Shaw University
- Wake Forest University
- Warren Wilson College
- Wingate University